# Chevalier d'Ellis
Prosobonia ellisi
Espèce
Statut de conservation UICN

 EX  : Éteint
Le Chevalier d'Ellis (Prosobonia ellisi) est une espèce éteinte d'oiseaux de la famille des Scolopacidae.

## Nomenclature
Son nom commémore le peintre et explorateur britannique William Ellis (1756-1785). 

## Répartition
Cet oiseau était endémique de Moorea.